# Larvik HK
El Larvik HK es un equipo de balonmano femenino noruego de la ciudad de Larvik.
Después de haber sido uno de los clubes más importantes del balonmano noruego femenino tuvo que verse obligado a descender en 2019 a la segunda categoría del balonmano nacional por problemas económicos.

## Palmarés
- Liga de Noruega (17): 1996, 1998, 2000, 2003, 2004, 2005, 2006, 2007, 2008, 2009, 2010, 2011, 2012, 2013, 2014, 2015, 2016
- Copa de Noruega (16): 1996, 1998, 2000, 2003, 2004, 2005, 2006, 2007, 2009, 2010, 2011, 2012, 2013, 2014, 2015, 2016
- Liga de Campeones de la EHF femenina (1): 2011

## Plantilla 2022-23
|  | Porteras - 1 Eli Smørgrav Skogstrand - 36 Ingrid Lauritzen - Ida Madeleine Devillée Walin Extremos izquierdos - 6 Emma Skinnehaugen - 23 Polina Gencheva Extremos derechos - 15 Guro Ramberg - 77 Astrid Vasvik Løke Pívots - 5 Thea Karen Bakås - 18 Tirill Solumsmoen Mørch - 55 Heidi Løke | Laterales izquierdos - 7 Emma Helland-Døvle - 11 Marianne Haugsted - 20 Ingrid Vinjevoll - 21 Silje Vinjevoll - 26 Maja Furu Sæteren Centrales - 10 Dorthe Groa - 22 Andrea Rønning Laterales derechos - 24 Amanda Kurtović - 27 Mie Rakstad |